# Lorenzo I Aba
Lorenzo (I) Aba (in ungherese Aba nembeli (I.) Lőrinc; ... – tra il 1277 e il 1279) fu un influente nobile ungherese vissuto nel XIII secolo; gran dapifero reale dal 1259 al 1270, è considerato un leale sostenitore di Béla IV d'Ungheria.

## Biografia

### Origini e discendenza
Lorenzo I era legato al ramo Atyina-Gagy (o anche Nyék) della potente ed estesa famiglia degli Aba. Nell'ambito genealogico, il ramo dovette il nome ad Atyina (la moderna Voćin, in Croazia), l'acquisizione e l'omonimo feudo in mano ai nipoti di Lorenzo. Suo padre era un certo comes Pietro, che probabilmente era fratello di Aba e Abramo, appartenenti al ramo Széplak della famiglia. Lorenzo aveva tre fratelli: Dionigi (fl. 1254) fu un frate francescano, Edőcs un «giovane di corte», come definito da un documento medievale del 1254, che risultò capostipite della nobile famiglia dei Gagyi (e quindi del suo ramo cadetto, la famiglia Báthory de Gagy). I discendenti di Bernardo assunsero il cognome Adácsi a metà del XIV secolo.
Dal suo matrimonio con una nobile donna ignota, Lorenzo I ebbe un figlio omonimo, Lorenzo II, che ricoprì la carica di mastro tesoriere per tre volte, nel 1279, 1280-81 e 1284-85, durante il regno di Ladislao IV d'Ungheria. Fu il progenitore della famiglia degli Atyinai, che adottò il suo cognome nel 1317 e si estinse negli anni Trenta del XV secolo.

### Sostenitore di Béla
In giovane età, Lorenzo combatté nella disastrosa battaglia di Mohi dell'11 aprile 1241, dove l'esercito reale di Béla venne sbaragliato nell'ambito della prima invasione mongola dell'Ungheria. Secondo lo storico Jenő Szűcs, faceva parte della scorta di Béla IV fuggita dall'Ungheria attraverso il Transdanubio, in fuga dagli aggressori. Il giovane Lorenzo strinse saldi legami con la corte e rimase membro della scorta in Dalmazia, dove Béla e la sua famiglia si rifugiarono nelle città ben fortificate sulla costa del mar Adriatico. In seguito al ritiro delle orde mongole l'anno successivo, Lorenzo fu incaricato di ristabilire l'ordine nella Transdanubio occidentale e di difendere le terre di confine dalle incursioni del duca Federico II d'Austria, che in precedenza aveva costretto Béla a cedere tre contee (molto probabilmente Locsmánd, Pozsony e Sopron), approfittando della situazione disperata del monarca magiaro, che era sopravvissuto alle unità mongole che lo inseguivano. È plausibile che Lorenzo avesse partecipato alla campagna reale nella seconda metà del 1242, quando Béla IV invase l'Austria e costrinse il duca Federico II a cedere i tre comitati a lui ceduti durante l'invasione mongola. È altresì possibile che Lorenzo fosse stato attivamente coinvolto nelle varie spedizioni militari in Austria tra il 1240 (ad esempio, la battaglia del fiume Leita) e il 1260, culminate con l'occupazione ungherese del ducato di Stiria nel 1254. Fu tra quei nobili che protessero il confine occidentale nel comitato di Pozsony dopo la battaglia di Kressenbrunn nell'estate del 1260.

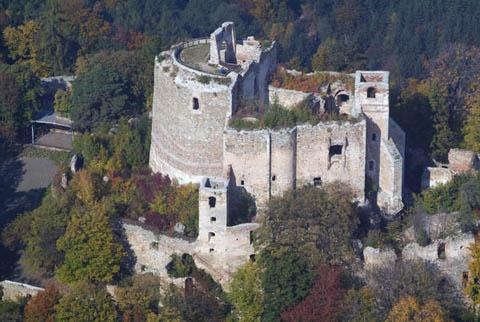
Le rovine di Burgruine Landsee (Lánzsér), nell'odierna Austria

Lorenzo Aba fu nominato ispán del comitato di Sopron nel 1257 e ricoprì questa carica fino al 1270, alla morte di Béla IV. Lorenzo fu elevato a membro del consiglio reale quando Re Béla lo nominò Maestro degli intendenti nel 1259. Oltre alla carica di ispán, mantenne anche questa dignità fino al 1270. Il sovrano donò la terra di Hurbuchan (Hrbljina) nel comitato di Sana, in Slavonia, a Lorenzo per i suoi servigi. All'indomani del 1260, emersero delle tensioni tra re Béla IV e il suo figlio maggiore Stefano. Quando un influente nobile, Corrado Győr, disertò alla corte del duca Stefano e giurò fedeltà all'acerrimo nemico dell'Ungheria, Ottocaro II di Boemia, il monarca confiscò i suoi possedimenti terrieri nei comitati di Moson e Pozsony nel 1260, e cedette il grosso di questa ricchezza a Lorenzo Aba, tra cui il castello di Óvár e il giuspatronato sul monastero di Lébény. Tuttavia, dopo un breve scontro tra Béla e Stefano nel 1262, siglarono un trattato di pace funzionale a dividere il regno e ad assegnare a Stefano le terre a est del Danubio. In base al trattato, Corrado, insieme ad altri nobili, ottenne l'amnistia dal re, che gli restituì anche quanto confiscato all'inizio del 1263.

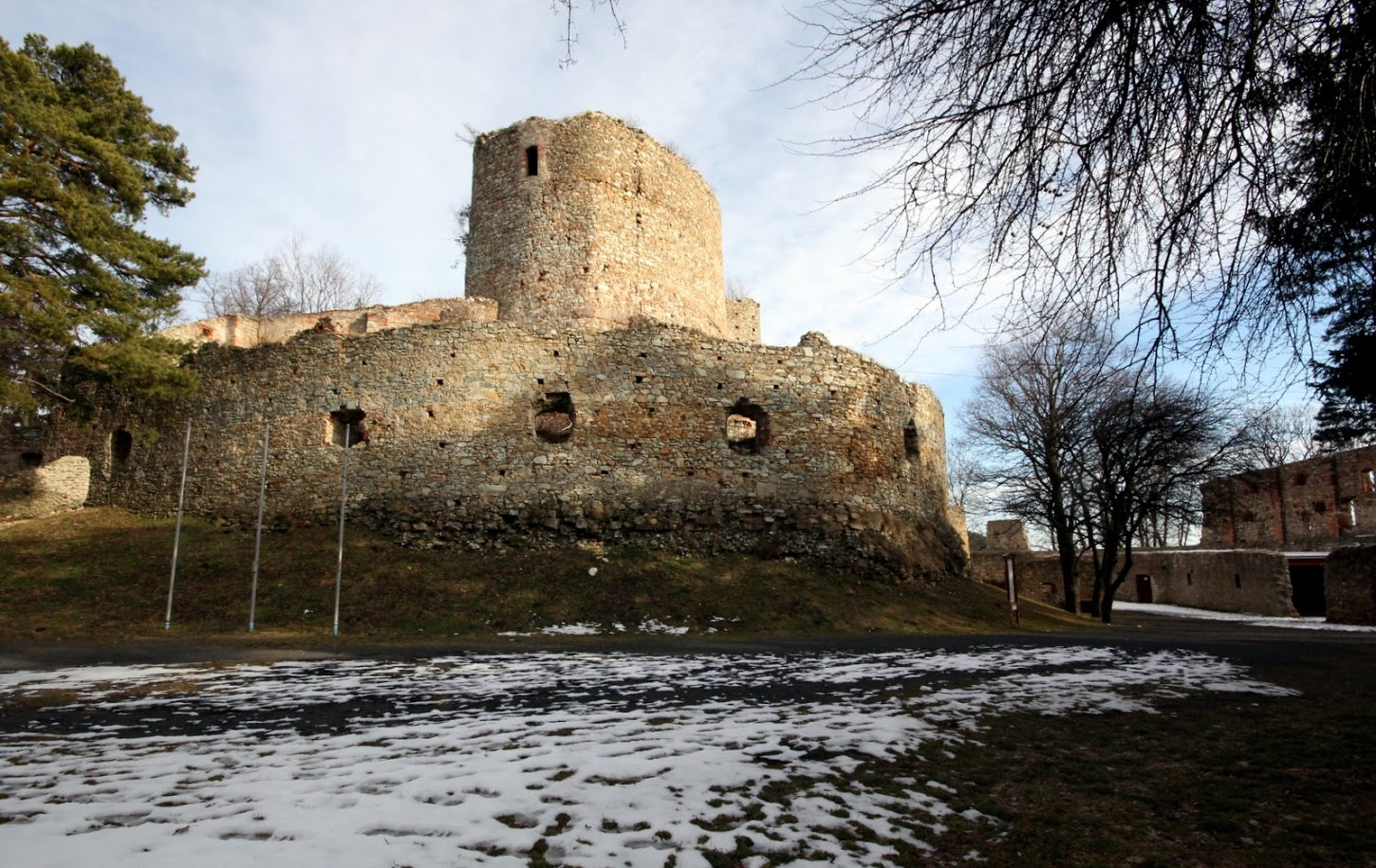
Le mura medievali di Burgruine Landsee

A titolo di risarcimento, Lorenzo Abacs concesse con diritto di successione l'intero territorio dell'ispanato di Locsmánd (Luchman, la moderna Lutzmannsburg), situato nella contea di Sopron lungo il confine con l'Austria, e i suoi annessi, tra cui il castello fortificato di Lánzsér (l'oderina Landsee, parte di Markt Sankt Martin, in Austria) da Béla IV in occasione di due lettere di donazione reali nel 1263. In precedenza, la signoria di Locsmánd era appartenuta a Nicola Szák, prima di tornare alla corona dopo la morte del figlio di Nicola, avvenuta prima del 1250. Il primo documento di Béla (la data esatta è sconosciuta) assegnò anche i servitori locali e le sentinelle lì attive, con gli stessi privilegi e servizi al nuovo proprietario terriero, Lorenzo. Di conseguenza, i guerrieri del castello erano liberi di abbandonare il servizio militare, ma, in questo caso, erano obbligati a lasciare le loro terre. Tuttavia, il re emanò un secondo documento il 17 dicembre 1263, in cui escludeva le terre della nobiltà locale e i guerrieri del castello dalla donazione a Lorenzo. Secondo lo storico Gyula Kristó, la resistenza dei guerrieri del castello locali, che si rifiutavano di rinunciare ai loro privilegi, era alla base della differenza tra i testi dei due documenti reali. A seguito della loro ferma presa di posizione, Béla IV rivide e ridusse l'importo della donazione nel suo secondo documento reale. I confini delle terre acquisite da Lorenzo furono determinati da Erboldo Osl, ossia il pristaldus (commissario reale o "balivo") per conto di Béla. Oltre al castello di Lánzsér, che in seguito divenne la sede permanente di Lorenzo, i villaggi di Lók, Nyék, Derecske, Récény, Haracsony, Dobornya e Nyujtál (rispettivamente Unterfrauenhaid, Neckenmarkt, Draßmarkt, Ritzing, Horitschon, Raiding e Neutal, nell'odierna Austria), tra gli altri, appartenevano alla signoria di Locsmánd. Lorenzo acquistò una casa padronale a Nyék, che divenne la sua seconda residenza; di conseguenza, la sua famiglia fu chiamata anche con il cognome "Nyéki" nei documenti dell'epoca.
Il deterioramento dei rapporti tra re Béla e suo figlio causò una guerra civile che si trascinò fino agli inizi del 1266. Lorenzo appoggiò Béla IV nel conflitto, ma non giocò un ruolo attivo nelle successive campagne militari. Dopo la vittoria di Stefano, un nuovo trattato confermò la divisione del paese lungo il Danubio. Lorenzo Aba ottenne il diritto al giuspatronato sull'abbazia di Klostermarienberg (Borsmonostor, oggi parte di Mannersdorf an der Rabnitz, in Austria) dei cistercensi da Béla IV nel 1268. Un certo Pietro, un uomo del ceto medio di Sopron, si lamentò con il monarca l'anno successivo del fatto che Lorenzo, in qualità di ispán del comitato, gli avesse illegittimamente usurpato e ripreso la proprietà di Dag, nonostante Pietro l'avesse ricevuta in precedenza come privilegio reale da Béla.

### Esilio e ritorno
Béla IV morì il 3 maggio 1270 e sua figlia, Anna, duchessa di Macsó, che fu uno dei principali oppositori del fratello Stefano durante il conflitto del 1260, si impadronì del tesoro reale e fuggì in Boemia. Stefano arrivò a Buda per l'incoronazione nel giro di pochi giorni. Riorganizzò il consiglio reale e nominò i suoi sostenitori alle più alte cariche; Lorenzo Aba fu sostituito come gran dapifero reale dal fedele sostenitore del nuovo monarca, Pietro Csák. Lorenzo fu poi rimosso dal suo incarico di ispán del comitato di Sopron dopo (almeno) tredici anni e gli succedette il palatino Mojs in questa carica. Ben presto, perse anche il suo diritto di patronato sull'abbazia di Klostermarienberg a favore dei fratelli Demetrio e Michele Rosd. In un primo momento, Lorenzo giurò fedeltà al nuovo monarca nonostante la sua caduta in disgrazia. Rimase in Ungheria anche dopo l'incoronazione di Stefano, quando un certo Tommaso, uno dei suoi servi, cedette una parte di Nyujtál per conto del suo signore ad alcuni guerrieri di casta locale in cambio del loro servizio militare.
Poco dopo, tuttavia, gli eventi precipitarono. I castelli e le tenute lungo il confine austriaco divennero una zona cuscinetto a causa della costante minaccia delle ambizioni espansionistiche di Ottocaro. Dopo la sua incoronazione, Stefano V incontrò Ottocaro II vicino a Pressburgo (l'odierna Bratislava, in Slovacchia), dove conclusero una tregua. In seguito, risiedette nel comitato di Vas e tentò di riconciliare i vecchi sostenitori del suo defunto padre, tra cui Enrico Kőszegi e Lorenzo Aba, e nominò castellani reali al comitato di Vas forti di confine a causa della minaccia di guerra con la Boemia. Tuttavia, uno dei signori locali, Nicola III Hahót, stanziò dei soldati stiriani nel suo forte di Pölöske, compiendo da lì delle incursioni di saccheggio contro gli insediamenti vicini. L'intenzione di Stefano di evitare lo scontro con i nobili del Transdanubio occidentale vicini a Béla fu sventata dall'insurrezione di Nicola Hahót. Sebbene la sua ribellione fosse stata sedata in pochi giorni, verso la fine di novembre, lo storico Attila Zsoldos sostiene che la rivolta e la sua repressione fecero sì che, invece di una pacifica conciliazione, diversi aristocratici che possedevano delle terre lungo il confine, tra cui Enrico Kőszegi, Lorenzo Aba e Nicola Geregye, seguirono la duchessa Anna in esilio in Boemia e consegnarono i loro castelli a Ottocaro II, circostanza la quale pose i nobili traditori sotto la sua protezione. Il monarca ungherese, consapevole delle macchinazioni di potere e delle aspirazioni di Ottocaro dietro la rivolta di Hahót, eseguì una razzia in Austria intorno al 21 dicembre 1270. L'incursione si trasformò in guerra nella primavera del 1271, quando Ottocaro invase i territori a nord del Danubio nell'aprile del 1271. Nonostante i successi iniziali, Stefano V vinse la battaglia decisiva il 21 maggio. Gli emissari dei due re raggiunsero un accordo a Presburgo il 2 luglio. Ai sensi del trattato stipulato, Stefano promise che non avrebbe aiutato gli oppositori di Ottocaro in Carinzia, mentre il boemo rinunciò ai castelli che lui e i suoi sostenitori possedevano in Ungheria. Dopo la tregua, Lorenzo Aba fuggì dalla corte boema e tornò in Ungheria, insieme a Nicola Geregye. Giurò fedeltà a Stefano V e recuperò il castello di Lánzsér e i suoi accessori di cortesia.

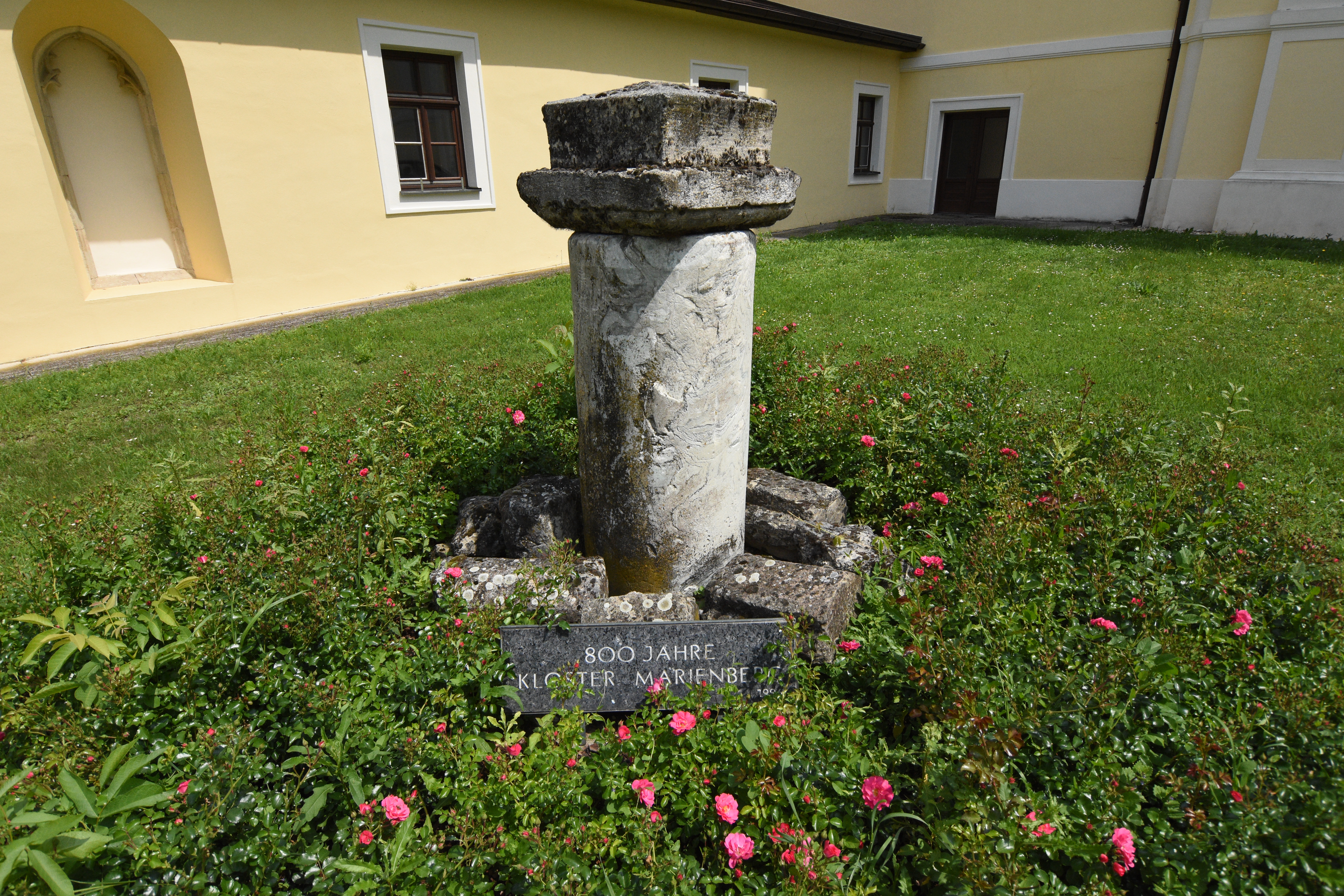
Le uniche rovine rimaste dell'abbazia medievale di Klostermarienberg (oggi in Austria)

Dopo la morte di Stefano V nell'agosto del 1272, suo figlio decenne, Ladislao IV, salì sul trono magiaro. Quando era ancora bambino, molte fazioni aristocratiche si contesero il potere supremo e l'Ungheria piombò nell'anarchia. Inizialmente, l'alleanza tra Enrico Kőszegi e Gioacchino Gutkeled dominò il consiglio reale. Lorenzo, nonostante il comune passato politico e il contemporaneo esilio in Boemia con Enrico, si rifiutò di unirsi al loro gruppo. A partire dagli anni successivi al 1270, i suoi feudi nel comitato di Sopron erano sempre più minacciati dagli sforzi espansionistici della famiglia Kőszegi, che si elevò in una provincia territoriale contigua e coerente su larga scala nel Transdanubio occidentale. Pertanto, Lorenzo si alleò con il rivale dei Kőszegi, gli Csák. Tuttavia, Lorenzo non giocò un ruolo significativo nelle lotte e dopo il suo ritorno dalla Boemia, non ricoprì mai più alcuna dignità o posizione. Dopo un calo della loro influenza, Gioacchino Gutkeled ed Enrico Kőszegi catturarono Ladislao IV e sua madre Elisabetta la Cumana vicino a Buda negli ultimi giorni di giugno del 1274. In seguito ripristinarono il governo omogeneo, mentre il giovane monarca e la regina Elisabetta furono praticamente tenuti agli arresti domiciliari. Sebbene Pietro Csák avesse liberato il re e sua madre in breve tempo, i due potenti signori catturarono il fratello minore di Ladislao, Andrea, e lo portarono in Slavonia, il centro della loro base politica. Durante il loro viaggio verso la provincia meridionale, l'esercito reale guidato da Pietro Csák e Lorenzo Aba li inseguì e li catturò ancora in Transdanubio. Le truppe pro-Ladislao sconfissero le loro forze unite nella battaglia di Föveny nel settembre del 1274. Enrico Kőszegi fu ucciso sul campo di battaglia, mentre Gioacchino Gutkeled riuscì a sopravvivere.
Dopo la battaglia, Ladislao IV restituì a Lorenzo Aba Szentmihály nel comitato di Vas, che «un tempo era di proprietà di Lorenzo, ma in seguito gli fu confiscata illecitamente» (forse da Enrico Kőszegi e dai suoi figli). Il re confiscò poi alcune terre di Gioacchino Gutkeled al di fuori della Slavonia, tra cui Málca nel comitato di Zemplén (la moderna Malčice, in Slovacchia), che fu assegnato a Lorenzo Aba. Inoltre, quest'ultimo fu reinsediato come patrono anche dell'abbazia di Klostermarienberg nel 1275. Tuttavia, due anni più tardi, lo perse di nuovo a causa dell'allora accesa rivalità di potere (i beneficiari furono ancora una volta i fratelli Rosd). Nel frattempo, continuò a espandere la sua influenza sul territorio dell'ex ispánato di Locsmánd. Stando a un documento scritto nel gennaio del 1277, Lorenzo usurpò il castello di Ieva qualche tempo prima dai nobili locali, Beze e Lorenzo. Loro padre, Stefano, era precedentemente indicato come funzionario del re nella regione. In seguito, Lorenzo Aba restituì il forte ai suoi proprietari originali a condizione che il castello e quanto annesso poteva essere venduto o scambiato esclusivamente per lui. Gyula Kristó ha creduto che Lorenzo avesse tentato con questo gesto di stabilire un dominio territoriale locale indipendente dal potere reale, analogamente ai Csák e ai Kőszegi, sebbene in misura minore. Lorenzo Aba morì tra il 1277 e il 1279 e fu sepolto nell'abbazia di Klostermarienberg. Il figlio omonimo donò il feudo di Limpach all'abbazia per la salvezza spirituale del padre nel 1279. Nel decennio successivo, la famiglia Kőszegi conquistò l'intero comitato di Sopron (inclusa la regione di Locsmánd), e Lorenzo II divenne uno dei loro famigli.